# هيلدا كاميرون
هيلدا ماي كاميرون ، لاحقا يونغ ،( 14 أغسطس 1912 – 24 أبريل 2001) كانت رياضية كندية تنافس بشكل أساسي في سباق 100 متر. ولدت وماتت في تورنتو .
نافست كاميرون في دورة الألعاب الاولمبية الصيفية 1936 التي عقدت في برلين ، ألمانيا في 4 × 100 متر حيث فازت بالميدالية البرونزية مع زملائها دوروثي Brookshaw ، ميلدريد Dolson و أيلين ميجر . وفي سباق 100 متر تم إقصائها في الجولة الأولى. أما في دورة ألعاب الإمبراطورية البريطانية عام 1934 ، فاحتلت المركز الخامس في منافسة 220 ياردة.

## روابط خارجية
- هيلدا كاميرون على موقع اللجنة الأولمبية الدولية (الإنجليزية)
- هيلدا كاميرون على موقع أوليمبيديا (الإنجليزية)
- هيلدا كاميرون على موقع اتحاد ألعاب الكومنولث (مؤرشف) (الإنجليزية)